# Museo Nacional de la Armada de los Estados Unidos
El Museo Nacional de la Armada de Estados Unidos (en inglés: National Museum of the United States Navy), conocido coloquialmente como U.S. Navy Museum, es el museo principal de la Armada de los Estados Unidos, ubicado en los astilleros de Washington Navy Yard, en Washington D. C., Estados Unidos.

Inaugurado en su versión actual en 1963, el U.S. Navy Museum es el único de una quincena de museos de la Armada estadounidense que recoge la totalidad de la historia naval de Estados Unidos, estando integrado en el Mando de Historia y Patrimonio Naval (Naval History & Heritage Command). Su objetivo es coleccionar, conservar, exhibir y analizar objetos y documentos de la historia naval norteamericana con el fin de «informar, educar e inspirar a los militares de la Armada y al público en general».

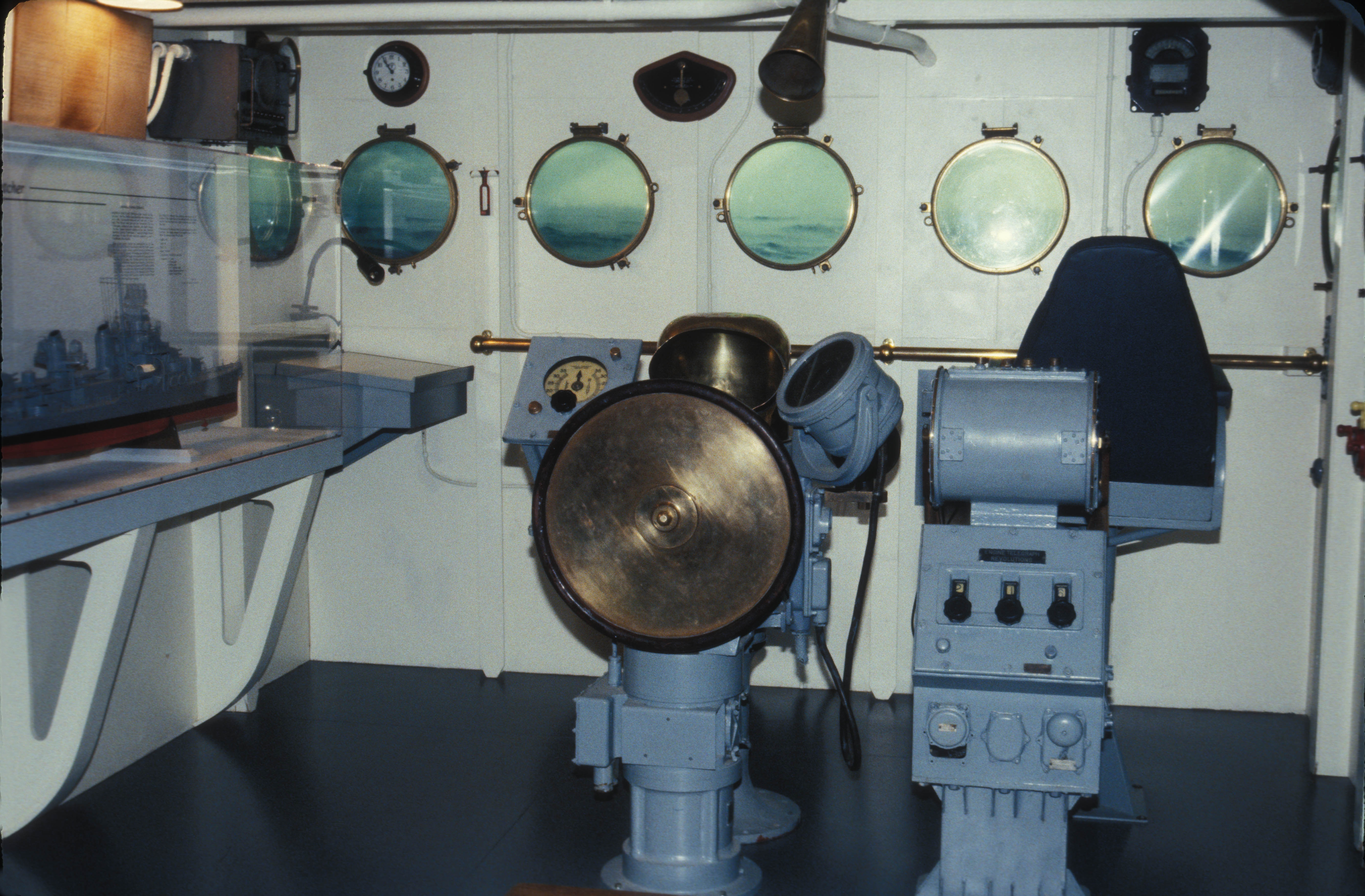
El puente de mando del USS Fletcher

Un conjunto de exhibiciones permanentes y temporales conmemoran a los héroes de la Armada en tiempos de guerra, al mismo tiempo que repasan las contribuciones de la fuerza naval en tiempos de paz a la exploración, la diplomacia, la navegación marítima, la investigación aeroespacial y las intervenciones con carácter humanitario.

## Descripción

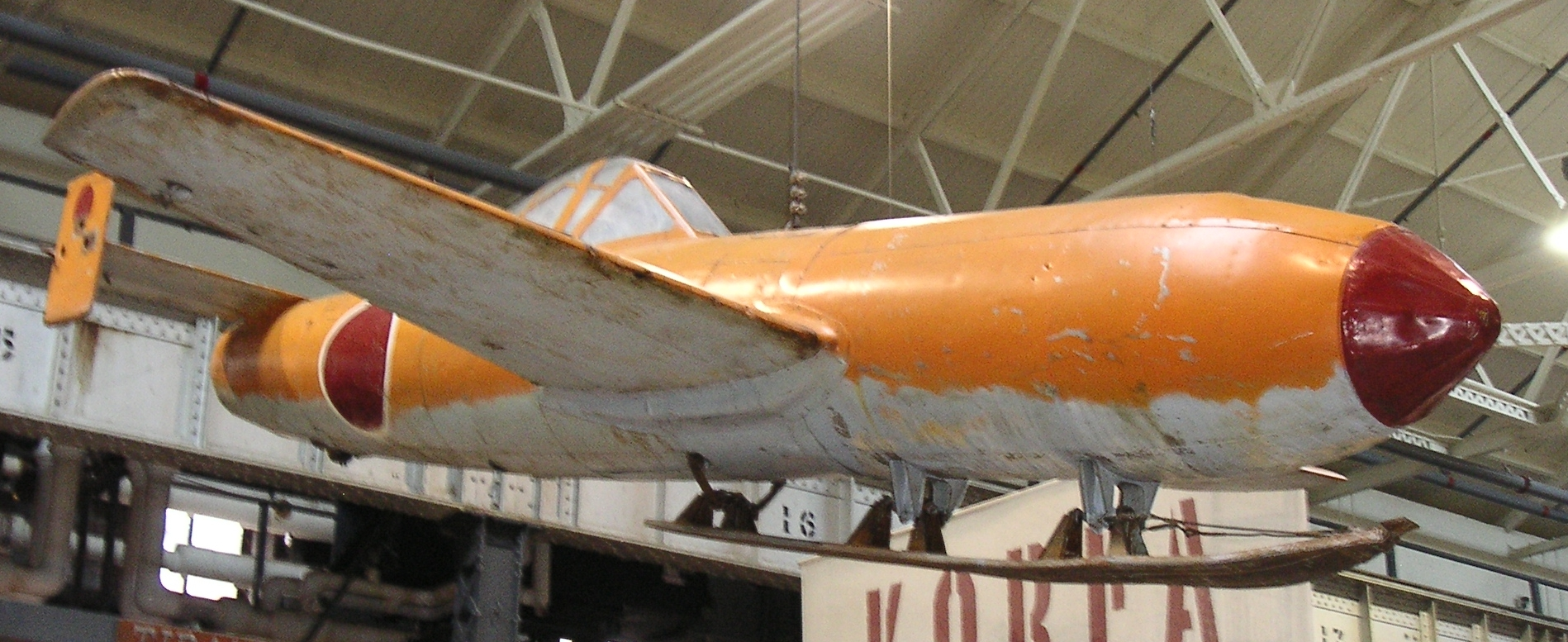
Un Ohka K-1 japonés interceptado por la Armada estadounidense hacia finales de la Segunda Guerra Mundial

El precursor del museo de la Armada se inauguró en 1865, por lo que el museo actual —aunque con nombre y objetivos diferentes— es considerado de los museos militares y nacionales más antiguos de Estados Unidos. Su ubicación ha cambiado dos veces a lo largo de su historia, instalándose en 1963 en su sitio actual. Dicho año se considera su fecha de inauguración oficial como museo moderno destinado al público general, cuya remodelación tuvo como fin «erigir un museo de historia naval comparable a los museos europeos». Su gran benefactor, el almirante Arleigh Burke, de los más destacados oficiales navales estadounidenses del siglo XX, consideró la «apertura de la Armada hacia el mundo exterior» un objetivo educativo de suma importancia.
La colección de objetos relacionados con la historia naval estadounidense se considera una tradición, teniendo su origen a principios del siglo XIX. La compilación más antigua del museo data de 1800, 15 años después de la inauguración de la Armada por George Washington en 1785. El primer objeto en ser declarado oficialmente pieza de colección fue un arma francesa moldeada en Lyon en 1793 y capturada durante la Cuasi-Guerra. Su propietario, Thomas Tingey, fue primer comandante en jefe del Washington Navy Yard y futuro coleccionista de militaria naval.
A partir de este modesto comienzo, la colección fue creciendo conforme la Armada estadounidense acumulaba experiencia en batallas navales, al mismo tiempo que exploraba las mares durante los primeros años de la república estadounidense.
Algunos de los artículos destacados de las colecciones del museo son:
- Un arma procedente del séquito de Hernán Cortés durante la conquista de México.
- El codaste original del USS Kearsarge aún con el proyectil encajado en la famosa batalla contra el USS Alabama del ejército confederado durante la guerra de Secesión.
- La cofa principal del USS Constitution.
- Trieste, el sumergible que alcanzó las aguas más profundas en la historia de la sumersión oceánica.
- El uniforme de batalla del almirante Chester Nimitz, comandante en jefe de las Fuerzas Aliadas en la Segunda Guerra Mundial.

El museo ha sido considerado por la Morrison's Strangers Guide como uno de los destinos turísticos más populares de Washington D. C., recibiendo unos 95 000 visitantes al año. Siendo un museo nacional, la entrada al museo, como los programas que se ofrecen, son gratuitos.